# Mathilde Johansson
Mathilde Johansson (* 28. April 1985 in Göteborg, Schweden) ist eine ehemalige französische Tennisspielerin.

## Karriere
Mathilde Johansson, die laut WTA-Profil Sandplätze bevorzugt, begann im Alter von sieben Jahren mit dem Tennissport.
Ihr Profidebüt gab sie 2005 bei den French Open, als sie in der ersten Runde gegen die an Position sechs gesetzte Swetlana Kusnezowa ausschied. Am 20. Februar 2011 stand sie erstmals im Finale eines WTA-Turniers. Sie verlor das Endspiel von Bogotá gegen Lourdes Domínguez Lino mit 6:2, 3:6, 2:6.
Ein einziges Mal war sie für die französische Fed-Cup-Mannschaft nominiert, sie kam aber nicht zum Einsatz.

## Turniersiege

### Einzel
| Nr. | Datum              | Turnier        | Kategorie    | Belag             | Finalgegnerin        | Ergebnis         |
| --- | ------------------ | -------------- | ------------ | ----------------- | -------------------- | ---------------- |
| 1   | 1. Juli 2001       | Algier         | ITF $10.000  | Sand              | Isabel Collischonn   | 6:2, 6:3         |
| 2   | 3. Juli 2005       | Mont-de-Marsan | ITF $25.000  | Sand              | Natalia Gussoni      | 3:6, 6:4, 6:4    |
| 3   | 30. Oktober 2005   | Mexiko-Stadt   | ITF $25.000  | Hartplatz         | Florence Haring      | kampflos         |
| 4   | 5. November 2006   | Mexiko-Stadt   | ITF $25.000  | Hartplatz         | Larissa Carvalho     | 6:1, 7:67        |
| 5   | 12. November 2006  | Mexiko-Stadt   | ITF $25.000  | Hartplatz         | Yvonne Meusburger    | 7:5, 6:2         |
| 6   | 10. Februar 2008   | Cali           | ITF $25.000  | Sand              | Ekaterina Shulaeva   | 3:6, 6:0, 6:1    |
| 7   | 27. Juli 2008      | Petange        | ITF $75.000  | Sand              | Renata Voráčová      | 2:6, 7:5, 7:5    |
| 8   | 13. Juni 2010      | Budapest       | ITF $25.000  | Sand              | Tímea Babos          | 6:74, 6:1, 6:0   |
| 9   | 20. Juni 2010      | Montpellier    | ITF $25.000  | Sand              | Claire de Gubernatis | 5:7, 6:4, 6:2    |
| 10  | 25. Juli 2010      | Petange        | ITF $100.000 | Sand              | Monica Niculescu     | 6:3, 6:3         |
| 11  | 19. September 2010 | Sofia          | ITF $100.000 | Sand              | Carla Suárez Navarro | 6:4, 3:1 Aufgabe |
| 12  | 24. Juli 2011      | Petingen       | ITF $100.000 | Sand              | Petra Cetkovská      | 7:5, 6:3         |
| 13  | 27. Juni 2015      | Périgueux      | ITF $25.000  | Sand              | Chloé Paquet         | 6:4, 6:2         |
| 14  | 8. November 2015   | Nantes         | ITF $50.000  | Hartplatz (Halle) | Andreea Mitu         | 6:3, 6:4         |

### Doppel
| Nr. | Datum         | Turnier   | Kategorie   | Belag     | Partnerin    | Finalgegnerinnen                      | Ergebnis |
| --- | ------------- | --------- | ----------- | --------- | ------------ | ------------------------------------- | -------- |
| 1   | 26. Juni 2004 | Orestiada | ITF $10.000 | Hartplatz | Aurélie Védy | Maria-Belen Corbalan Luciana Sarmenti | 6:0, 6:0 |

## Abschneiden bei Grand-Slam-Turnieren

### Einzel
| Turnier         | 2003 | 2004 | 2005 | 2006 | 2007 | 2008 | 2009 | 2010 | 2011 | 2012 | 2013 | 2014 | 2015 | 2016 | Karriere |
| --------------- | ---- | ---- | ---- | ---- | ---- | ---- | ---- | ---- | ---- | ---- | ---- | ---- | ---- | ---- | -------- |
| Australian Open | —    | —    | —    | Q2   | Q1   | 1    | 2    | Q1   | 1    | 1    | 1    | Q2   | Q1   | Q1   | 2        |
| French Open     | Q1   | —    | 1    | 2    | 2    | 2    | 1    | 1    | 1    | 3    | 2    | 1    | 1    | Q2   | 3        |
| Wimbledon       | —    | —    | —    | Q1   | Q3   | 1    | 2    | —    | 2    | 2    | 2    | Q2   | —    | —    | 2        |
| US Open         | —    | —    | Q1   | Q2   | 1    | Q3   | 1    | Q1   | 1    | 1    | 1    | —    | Q1   | —    | 1        |

Zeichenerklärung: S = Turniersieg; F, HF, VF, AF = Einzug ins Finale / Halbfinale / Viertelfinale / Achtelfinale; 1, 2, 3 = Ausscheiden in der 1. / 2. / 3. Hauptrunde; Q1, Q2, Q3 = Ausscheiden in der 1. / 2. / 3. Runde der Qualifikation; n. a. = nicht ausgetragen

### Doppel
| Turnier         | 2003 | 2004 | 2005 | 2006 | 2007 | 2008 | 2009 | 2010 | 2011 | 2012 | 2013 | 2014 | 2015 | 2016 | Karriere |
| --------------- | ---- | ---- | ---- | ---- | ---- | ---- | ---- | ---- | ---- | ---- | ---- | ---- | ---- | ---- | -------- |
| Australian Open | —    | —    | —    | —    | —    | —    | 1    | —    | —    | 1    | 2    | —    | —    | —    | 2        |
| French Open     | 1    | —    | 1    | 1    | 2    | 2    | 2    | 1    | 1    | 1    | 2    | 1    | 1    | 2    | 2        |
| Wimbledon       | —    | —    | —    | —    | —    | —    | —    | —    | 1    | —    | —    | —    | —    | —    | 1        |
| US Open         | —    | —    | —    | —    | —    | —    | —    | —    | 1    | 1    | —    | —    | —    | —    | 1        |

### Mixed
| Turnier         | 2010 | 2011 | 2012 | 2013 | 2014 | 2015 | 2016 | Karriere |
| --------------- | ---- | ---- | ---- | ---- | ---- | ---- | ---- | -------- |
| Australian Open | —    | —    | —    | —    | —    | —    | —    | —        |
| French Open     | 1    | —    | AF   | —    | 1    | 1    | 1    | AF       |
| Wimbledon       | —    | —    | —    | —    | —    | —    | —    | —        |
| US Open         | —    | —    | —    | —    | —    | —    | —    | —        |